# Piet Oellibrandt
Petrus "Piet" Oellibrandt (Beveren, 1 de desembre de 1935 - 15 de juny de 2014) va ser un ciclista belga que fou professional entre 1958 i 1967. Durant la seva carrera esportiva aconseguí una quarantena de victòries, destacant tres edicions del Grote Scheldeprijs i un campionat de Bèlgica en ruta.

## Palmarès
- 1959
  -  Campió de Bèlgica en ruta
- 1960
  -  Campió de Bèlgica de persecució
  - 1r al Grote Scheldeprijs
- 1961
  -  Campió de Bèlgica de persecució
  - 1r a l'Omloop Mandel-Leie-Schelde
- 1962
  -  Campió de Bèlgica de persecució
  - 1r al Grote Scheldeprijs
- 1963
  - 1r al Grote Scheldeprijs
- 1966
  - 1r al Gran Premi Gran Premi 1r de maig d'Hoboken